# Districtul Phutthaisong
Phutthaisong (în thailandeză พุทไธสง) este un district (Amphoe) din provincia Buriram, Thailanda, cu o populație de 46.367 de locuitori și o suprafață de 652,700 km².

## Componență
Districtul este subdivizat în 7 subdistricte (tambon), care sunt subdivizate în 97 de sate (muban).
| Nr. | Nume         | În thailandeză | Sate | Locuitori |
| --- | ------------ | -------------- | ---- | --------- |
| 01. | Phutthaisong | พุทไธสง         | 13   | 8,624     |
| 02. | Mafueang     | มะเฟือง         | 13   | 6,164     |
| 03. | Ban Chan     | บ้านจาน         | 13   | 7,216     |
| 06. | Ban Pao      | บ้านเป้า         | 12   | 5,610     |
| 07. | Ban Waeng    | บ้านแวง         | 13   | 5,175     |
| 09. | Ban Yang     | บ้านยาง         | 18   | 8,277     |
| 10. | Hai Sok      | หายโศก         | 15   | 5,301     |

Numerele lipsă sunt subdistricte (tambon) care acum formează Ban Mai Chaiyaphot district.